# Perseusz zamienia Fineusa i jego zwolenników w kamienie
Perseusz zamienia Fineusa i jego zwolenników w kamienie – obraz olejny namalowany przez włoskiego malarza i rysownika Lucę Giordano około 1660 roku, znajdujący się w zbiorach National Gallery w Londynie.

## Opis
Ten duży, dramatyczny obraz jest jednym z najbardziej ambitnych przedstawień mitologicznych w twórczości Giordano, który zobrazował opowiadanie z Metamorfoz autorstwa rzymskiego poety Owidiusza, choć z pewną swobodą twórczą.
Dzieło przedstawia incydent do którego doszło na uczcie weselnej herosa Perseusza i królewny Andromedy, którą brutalnie przerwał Fineus, z którym wcześniej była zaręczona Andromeda. Giordano ukazał moment, w którym Fineus, wspierany przez swoich zwolenników, atakuje uzbrojonego w krótki miecz Perseusza. Ponieważ napastnicy mają przewagę liczebną, Perseusz pokazuje im odciętą głowę gorgony Meduzy, którą wcześniej zabił. Odwraca wzrok, bo wszyscy, którzy patrzą na Meduzę, natychmiast zamieniają się w kamień. Napastnicy nie mieli czasu na reakcję, a Giordano żywo przedstawił ich ciała zmieniające się z różowego na kamienny szary.
Fineus to postać po lewej stronie, nosząca wyszukany hełm, tarczę i napierśnik. Jego głowa i cały lewy bok są już szare jak kamień, a usta zastygły w skamieniałym krzyku, ale jego prawa ręka i prawa noga są pomalowane różowawymi odcieniami, co wskazuje, że przemiana nie jest jeszcze zakończona. Podobny los spotkał jego dwóch towarzyszy uzbrojonych we włócznie. Jeden już zamienił się w kamień, być może dlatego, że jest najbliżej głowy Meduzy. Górna część ciała mężczyzny na pierwszym planie, widziana z tyłu, jest szara, ale jego nogi wciąż „żyją”.
Kroczące postacie atakujących są posągowe, ich stopy mocno stąpają po ziemi. Ich masywność znacznie kontrastuje z pełną wdzięku pozą Perseusza i ruchem sugerowanym przez jego powiewający kostium, powiewającą draperię i powiewające pióropusze na jego kapeluszu. Giordano nie dość, że pokazuje Fineusa i jego towarzyszy z trzech różnych perspektyw, tak jak można by oglądać rzeźbę w trzech wymiarach, to jeszcze w dowcipny sposób przedstawia skamieniałych wojowników. Pozy dwóch z nich wzorowane są na antycznych rzeźbach, co nie umknęło uwadze współczesnych Giordano. Krocząca postać Fineusa przypomina postać słynnego Szermierza Borghese znajdującego się wówczas w kolekcji kardynała Borghese w Rzymie. Postawa pierwszoplanowego wojownika wywodzi się z głównej postaci Grupy Laokoona w zbiorach Muzeów Watykańskich, widzianej od tyłu. Ta grupa była najsłynniejszym dziełem rzeźby antycznej w Rzymie w XVII wieku. Giordano mógł znać obie te rzeźby z pierwszej ręki, a na pewno z gipsowych lub brązowych kopii i rycin.